# Mister X (bande dessinée)
Pour les articles homonymes, voir Mister X.
Mister X est une série de bande dessinée française de super-héros, créée en 1949 par le scénariste André Léon Roger (10 janvier 1920 - 26 septembre 2003) et par le dessinateur André Bohan, d'après la série italienne Misterix l'Uomo Atomico, elle-même créée en 1946 par Max Massimino Garnier et Paul Campani, et dont l'éditeur Elan avait déjà publié quelques épisodes.

## Synopsis
Mister X est un justicier masqué. Insensible aux balles, il dispose notamment d'une arme polyvalente, un rayon atomique émis par un dispositif logé dans son ceinturon. Comme de nombreux héros de ce genre, il lutte contre le crime organisé et affronte toutes sortes de méchants.